# Lasioglossum rubrocinctum
Lasioglossum rubrocinctum is een vliesvleugelig insect uit de familie Halictidae. De wetenschappelijke naam van de soort is voor het eerst geldig gepubliceerd in 1945 door Cockerell.